# 神武军
神武军，唐代北衙禁军之一。
唐玄宗开元二十六年（738年）分羽林军设神武军，不久废除。唐肃宗至德二载（757年），以左、右羽林军减耗，唐肃宗于凤翔别置左右神武军，取元从及扈从官子弟充任，以千人为额，赐名神武天骑。与左右羽林军、左右龙武军合称北衙六军。分掌禁兵宿卫。有左右神武军大将军各一人，正三品，乾元二年（759年），以战乱未息，大将军增为二人，总领衙前射生兵。左右神武军将军各二人，从三品，为左右神武军大将军副贰，唐德宗贞元三年（787年）增为三人。属下有长史、录事参军事及仓、兵、曹等曹参军事。兴元元年（784年）又置左右神武军统军，从二品，以授节帅罢任者，无职事。
辽朝有左右神武军上将军、大将军、将军，为南面官，加官，无实职。
南宋有神武军。建炎四年（1130年），撤销御营使司，改御前五军为神武军，诸军设节度使，以御营诸军为神武副军。隶属于枢密院。神武诸军是四川以外东南地区的正规军。绍兴五年（1135年），撤销神武诸军番号。